# Tublay
Tublay è una municipalità di quinta classe delle Filippine, situata nella Provincia di Benguet, nella Regione Amministrativa Cordillera.
Tublay è formata da 8 baranggay:
- Ambassador
- Ambongdolan
- Ba-ayan
- Basil
- Caponga (Pob.)
- Daclan
- Tublay Central
- Tuel